# Breitenstein (Südharz)
Breitenstein è una frazione del comune tedesco di Südharz, nella Sassonia-Anhalt.

## Storia
Breitenstein è un piccolo centro agricolo di antica origine.
Il 1º gennaio 2010 il comune di Breitenstein fu fuso con i comuni di Bennungen, Breitungen, Dietersdorf, Drebsdorf, Hainrode, Hayn (Harz), Kleinleinungen, Questenberg, Roßla, Rottleberode, Schwenda e Uftrungen, formando il nuovo comune di Südharz.